# Bidiyo
Le bidiyo (ou bidiya) est une langue tchadique parlée au Tchad, dans le département de Guéra, au Sud de Mongo.

## Classification
Le bidiyo fait partie des langues tchadiques orientales. Les langues tchadiques sont une des branches de la famille afro-asiatique.

## Écriture
| a | b | ɓ | c | d | ɗ | e | g | h | i | j | k | l | m | n | n̰ | ŋ | o | p | r | s | t | u | w | y | ƴ | z |

Les voyelles longues sont doublées.

## Phonologie
Les tableaux présentent l'inventaire phonémique du bidiyo: les voyelles et les consonnes

### Voyelles
|            |            | Antérieures   | Centrales     | Postérieures  |
| Fermées    | Fermées    | i [i] ii [iː] |               | u [u] uu [uː] |
| Mi-fermées | Mi-fermées | e [e] ee [eː] |               | o [o] oo [oː] |
| Ouvertes   | Ouvertes   |               | a [a] aa [aː] |               |

### Consonnes
|               |               | Labiales | Dentales | Alv.-palat. | Palatales | Vélaires | Glottales |
| Occlusives    | sourdes       | p [p]    | t [t]    |             | ty [tʲ]   | k [k]    | ʔ [ʔ]     |
| Occlusives    | sonores       | b [b]    | d [d]    |             | dy [dʲ]   | g [g]    |           |
| Occlusives    | implosives    | ɓ [ɓ]    | ɗ [ɗ]    |             | ɗy [ɗʲ]   |          |           |
| Fricatives    | sourdes       |          |          | s [s]       |           |          |           |
| Fricatives    | sonores       |          |          | z [z]       |           |          |           |
| Nasales       | Nasales       | m [m]    | n [n]    |             | ny [nʲ]   |          |           |
| Liquides      | Liquides      |          |          | l [l]       |           |          |           |
| Roulées       | Roulées       |          | r [r]    |             |           |          |           |
| Semi-voyelles | Semi-voyelles | w [w]    |          |             |           | y [j]    |           |

### Une langue tonale
Le bidiyo est une langue à tons. Les trois tons sont: un ton haut, un ton moyen et un ton bas.